# Leandra coadunata
Leandra coadunata är en tvåhjärtbladig växtart som beskrevs av John Julius Wurdack. Leandra coadunata ingår i släktet Leandra och familjen Melastomataceae. Inga underarter finns listade i Catalogue of Life.